# Повелья
Повелья (італ. Poveglia) — один з найвідоміших острівів Венеційської лагуни, на півночі Італії.

## Історія
Острів уперше згадується в хроніках в 421 році. У цей час на нього втікали жителі Падуї і Есте, рятуючись від нашестя варварів. Після цього населення острова поступово збільшувалося.
У 1379 році Венеція піддалася атаці генуезького флоту. Населення було вимушене покинути острів і перебратися на Джудекку. Відтоді острів залишався незаселеним. У 1527 році дож запропонував острів ченцям  камальдолійцям, проте вони від нього відмовилися. У 1645 році венеційським урядом на острові був побудований восьмигранний форт для захисту входу до лагуни, що зберігся до теперішнього часу.
У 1793 році на острові був створений карантинний ізолятор для моряків, що припливають у Венецію (італ. Lazzaretto), що проіснував до 1814 року.
На початку XX століття острів знову деякий час використовувався як карантин. У 1922 році на острові було відкрито психіатричну лікарню, що існувала до 1968 року. Після закриття лікарні острів деякий час використовувався для вирощування сільськогосподарських культур, але незабаром був остаточно покинутий.
У 2014 році уряд Італії заявило про свої плани по проведенню аукціону по здачі острова в оренду на 99 років. Передбачається, що будівля лікарні буде перетворена на готель.

## Легенди
Стверджують, що ще з римських часів острів використовувався як місце посилання для хворих на чуму, у зв'язку з чим на нім було поховано до 160 тис. осіб. Душі багатьох померлих нібито перетворилися на примар, якими зараз переповнений острів. Похмура репутація острова посилюється оповіданнями про жахливі експерименти, яким нібито піддавалися пацієнти психіатричної клініки. У зв'язку з цим дослідники паранормальних явищ називають острів одним з найжахливіших місць на Землі.